# Oreste Ranelletti

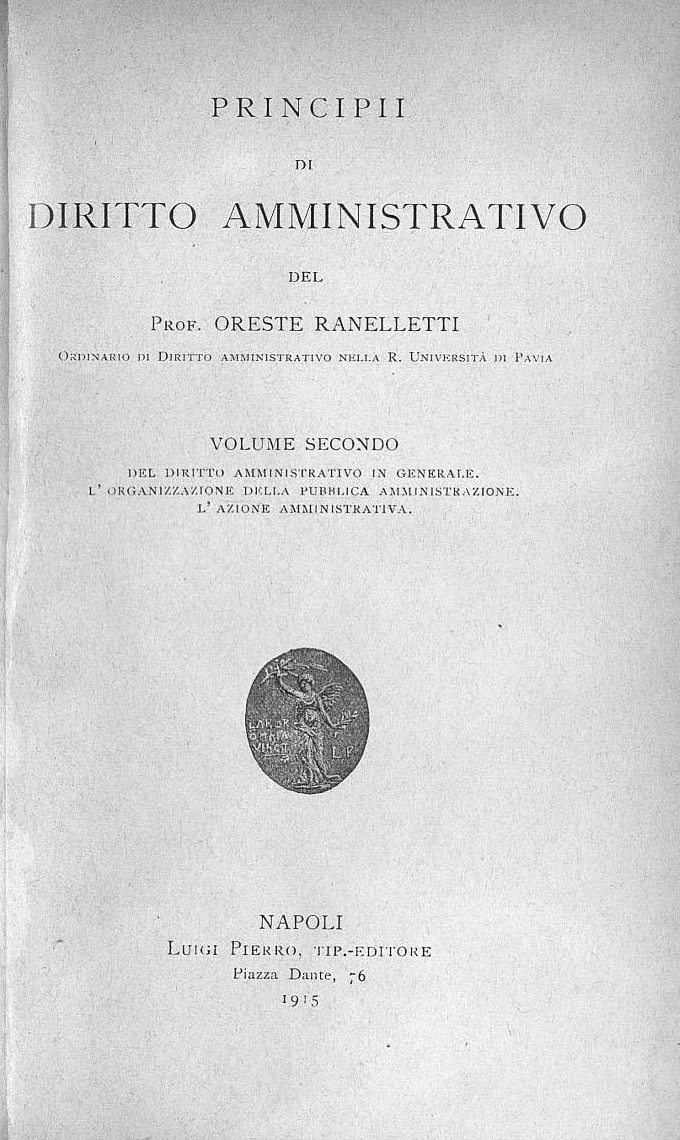
Principii di diritto amministrativo, vol. II, 1915

Oreste Ranellétti (Celano, 27 gennaio 1868 – Milano, 14 marzo 1956) è stato un giurista e avvocato italiano.

## Biografia
Oreste Ranelletti nacque a Celano, in Abruzzo, nel 1868. Nel corso dei suoi studi giuridici all'Università degli Studi di Camerino fu allievo di Vittorio Scialoja. Iniziò ad esercitare giovanissimo la carriera forense e di docente universitario. Fu docente di Diritto amministrativo nelle università di Camerino, Macerata (anche rettore dal 1901 al 1905), Pavia, Napoli e Milano. Scrisse la voce "Fascismo" nell'appendice 1938 dell'Enciclopedia Italiana.
Il suo contributo fu fondamentale all'interno del diritto pubblico italiano: in particolar modo, notevoli furono le elaborazioni in tema di concessioni amministrative e lo studio dell'evoluzione del diritto amministrativo durante tutta la prima metà del XX secolo. 
Fu socio nazionale dell'Accademia Nazionale dei Lincei, come detto rettore dell'Università degli Studi di Macerata e ricoprì diversi incarichi pubblici. Morì a Milano nel 1956.

## Opere
- Teoria generale delle autorizzazioni e concessioni amministrative (1894-97)
- Il concetto di pubblico nel diritto (1905)
- Principii di diritto amministrativo (1912-1915)
  -  Principii di diritto amministrativo, vol. 2, Napoli, Luigi Pierro, 1915.
- Lezioni di diritto amministrativo (1921-1924)
- L'organizzazione della pubblica amministrazione dello Stato italiano (1935)
- L'ordinamento amministrativo dello Stato italiano (1937)
- Corso di istituzioni di diritto pubblico (1944)
- Istituzioni di diritto pubblico - Il nuovo diritto pubblico della Repubblica italiana, voll. 2 (1948-49; nuova edizione 1950-54)